# Conferencia Central de Rabinos Estadounidenses
La Conferencia Central de Rabinos Estadounidenses es una organización religiosa estadounidense. La Conferencia Central de Rabinos Estadounidenses (CCAR) es una organización de rabinos liberales y reformistas de los Estados Unidos y Canadá. La CCAR es la organización rabínica liberal y reformista más antigua del Mundo.

## Introducción
La CCAR está formada principalmente por rabinos formados en el Colegio de la Unión Hebrea - Instituto Judío de Religión, ubicado en los Estados Unidos, en las ciudades de: Cincinnati, Nueva York y Los Ángeles, y en la ciudad santa de Jerusalén, en Israel. La CCAR también ofrece membresía a quienes se graduaron en Europa, en el Colegio Leo Baeck de Londres, en el Reino Unido, y en el Colegio Abraham Geiger de la Universidad de Potsdam, en Alemania, así como a quienes se unieron al movimiento del judaísmo reformista después de haber sido ordenados como rabinos. La mayoría de los miembros de este último grupo son graduados del Seminario Teológico Judío de América procedentes del judaísmo conservador (masortí) o del Colegio Rabínico Reconstruccionista, procedentes del movimiento del judaísmo reconstruccionista. La CCAR emite responsa rabínica, pero de acuerdo con los principios del judaísmo reformista, sus posiciones no son vinculantes para los rabinos o las congregaciones individuales. La CCAR  es la editora de la CCAR Journal, una revista trimestral. El grupo también opera la CCAR Press, una importante editorial que edita libros de oraciones judías: Sidurim, majzorim y hagadot reformistas, tanto en hebreo como en inglés.

## Historia
La CCAR fue fundada en 1889 por el rabino Isaac Mayer Wise. Su actual presidenta es la rabina Erica Asch y la directora ejecutiva es Hara Person. En 1844, el rabino reformista Isaac Mayer Wise participó en la conferencia de rabinos reformistas en Frankfurt del Meno. Luego emigró a los Estados Unidos y en 1848 propuso por primera vez una conferencia de rabinos y laicos judíos. En 1853, se convirtió en rabino del templo de la calle Plum, en Cincinnati, una destacada sinagoga reformista que, después de su muerte, pasó a llamarse templo de Isaac Mayer Wise. En 1873 fundó la Unión de Congregaciones Hebreas Estadounidenses, que se convirtió en la Unión para el Judaísmo Reformista, y en 1875 el Instituto Judío de Religión del Colegio de la Unión Hebrea, actualmente la escuela rabínica más antigua de Estados Unidos. Una reunión entre rabinos tuvo lugar en Cleveland en 1855 y en Filadelfia en 1869. En 1885, presidió a regañadientes la plataforma de Pittsburgh, que produjo una declaración que el público consideró demasiado progresista y que condujo a la división del movimiento liberal. El 29 de marzo de 1889, la celebración de su 70 aniversario en el Instituto Judío de Religión del Colegio de la Unión Hebrea renovó su motivación para organizar una vez más una reunión de rabinos reformistas en la asamblea general de la Unión para el Judaísmo Reformista. La Conferencia Central de Rabinos Estadounidendes, se fundó en julio de 1889. En la primera convención, en Cleveland en 1890, 90 rabinos se unieron a la asociación. En 1937, la CCAR redactó la plataforma de Columbus, una declaración de fe que reemplazó a la Plataforma de Pittsburgh de 1885. La CCAR reescribió sus principios en 1976 con su perspectiva del centenario y los reescribió nuevamente en 1999 como la declaración de principios para el judaísmo reformista. Según la CCAR, la autonomía personal siempre prevalece sobre estas declaraciones. En 1964, la CCAR adoptó una posición oficial contra la intervención estadounidense en la Guerra de Vietnam y en 1972 comenzó a negarse a pagar el impuesto federal sobre el servicio telefónico en protesta por esa guerra. En 1983, la CCAR afirmó formalmente que la identidad judía puede ser transmitida tanto por la madre como por el padre, si el niño es criado como judío. En 2014, la CCAR se unió a una demanda que impugnaba la prohibición del matrimonio entre personas del mismo sexo en Carolina del Norte, que fue el primer desafío religioso en los Estados Unidos a la prohibición del matrimonio igualitario entre personas del mismo sexo.

## Presidentes
En 2003, la rabina Janet Marder se convirtió en la primera mujer presidenta de la CCAR; esto la convirtió en la primera mujer en dirigir una importante organización rabínica y la primera mujer en dirigir una importante organización religiosa judía mixta en los Estados Unidos. En 2015, Denise Eger se convirtió en la primera presidenta abiertamente gay de la CCAR.